# Balenes
Les balenes són un grup divers de cetacis exclusivament marins que tenen una amplíssima distribució. Es tracta d'un nom comú sense validesa taxonòmica. En català, el nom «balena» es refereix a qualsevol cetaci del parvordre dels misticets i alguns del parvordre dels odontocets. Les balenes, igual que els altres misticets, els odontocets, els dofins i les marsopes, conformen l'ordre dels cetartiodàctils juntament amb els artiodàctils i tenen els hipopòtams, dels quals divergiren fa uns 40 milions d'anys, com a parents més propers. Es creu que els misticets i els odontocets se'n separaren fa uns 34 milions d'anys.
Aquests animals viuen a mar obert, on s'alimenten, donen a llum, alleten les cries i les cuiden. Estan tan adaptats a la vida marina que no poden viure a terra ferma.

## Caça de balenes
La caça de balenes és la captura, mitjançant vaixells i barques, de cetacis de grans dimensions, coneguda genèricament com a balenes. La caça de balenes té orígens antics que es remunten com a mínim fins al 6000 aC, però es desenvolupà sobretot a partir del segle xvi a l'oceà Atlàntic i el segle xix a l'oceà Pacífic. Greenpeace va començar a emprendre accions directes contra els vaixells baleners el 1975, i les protestes de Greenpeace i de moltes altres organitzacions van ajudar a sensibilitzar enormement sobre la caça de balenes en tot el món i a mobilitzar la pressió internacional sobre les nacions baleneres per aturar-ne la pràctica. El 23 de juliol de 1982 es va establir una moratòria sobre la caça comercial de balenes que ha estat contribuint a salvar de l'extinció l'animal més gran de la terra, començant a la temporada 1985-86, i que només Noruega i el Japó continuen desafiant.